# UTC−9:30
UTC-9:30 — позначення для відмінних від UTC часових зон на — 9 годин 30 хвилин. Іноді також вживається поняття «часовий пояс UTC-9:30». Такий час використовується у Французькій Полінезії на Маркізьких островах. У минулому він використовувався як літній час у штаті Гаваї та на Островах Кука

## Використання

### Постійно протягом року
- Франція — част.:
  -  Французька Полінезія — част.:
    - Маркізькі острови

## Історія використання
Час UTC-9:30 використовувався:

### Як стандартний час
Ніде не використовувався

### Як літній час
- США — част.:
  - Гаваї (1933, 1942/45)
- Нова Зеландія — част.:
  -  Острови Кука (1978/79 — 1990/91)